# Komodo
Komodo er en fredet ø i Indonesien. Der lever mange komodovaraner. Administrativt er øen en del af provinsen Nusa Tenggara Timur. Øen er på 390 km² og har over 1.000 indbyggere.
8°34′37″S 119°27′04″Ø / 8.576942°S 119.451111°Ø